# Elaine Paige
Pour les articles homonymes, voir Paige.
Ne doit pas être confondu avec Elliot Page.
Elaine Paige, née Elaine Bickerstaff le 5 mars 1948 à Barnet dans le Hertfordshire (Royaume-Uni), est une chanteuse, actrice, et animatrice de radio britannique. Au Royaume-Uni, Paige est considérée comme une des plus grandes chanteuses de l'après-guerre, surtout grâce à ses rôles principaux dans les comédies musicales Evita et Cats.

## Carrière
Paige est formée à l'Aida Foster stage school de Londres après sa passion pour la scène l'amène à étudier le théâtre. Elle fait son début professionnel à la scène dans The Roar of the Greasepaint—the Smell of the Crowd en 1964, et elle fait son début au West End de Londres en jouant un petit rôle dans Hair en 1968,. Puis, parmi plus de petits rôles au théâtre, Paige apparaît dans la comédie musicale Grease en 1973 dans le rôle de Sandy.
En 1978, la comédie musicale coproduite par Tim Rice et Andrew Lloyd Webber, Evita, arrive sur scène dans le West End au Prince Edward Theatre, et le rôle principal d'Evita est tenu par Paige, qui a été choisie parmi un grand nombre de candidates après que Julie Covington n'ait pas été choisie pour reprendre le rôle. Grâce à ce rôle, Paige devient célèbre immédiatement et elle remporte un Laurence Olivier Award de Meilleure Actrice dans une Comédie Musicale.
La première de Cats a lieu dans le West End, au New London Theatre le 11 mai 1981, avec Paige dans le rôle principal de Grizabella. La chanson, «Memory», de la comédie musicale Cats, est sa chanson plus connue aujourd'hui.
Puis, Paige obtient les rôles principaux dans Abbacadabra et Chess. Chess est une comédie musicale dont les paroles sont de Tim Rice et la musique de Björn Ulvaeus et Benny Andersson, anciens membres d'ABBA. Le duo «I Know Him So Well» de Paige et Barbara Dickson (une chanson de Chess) garde 4 semaines la première place des ventes de singles au Royaume-Uni en février 1985 et gagne un Ivor Novello en tant que «meilleure vente de single».
En 1996, Paige fait son début au Broadway dans Sunset Boulevard dans le rôle principal de Norma Desmond. Son interprétation est saluée unanimement par les critiques.
En ce moment en Grande-Bretagne, elle a sa propre émission de radio à BBC Radio 2. Depuis 1995, elle est Officier de l'Ordre de l'Empire britannique.

## Rôles
- 1968-1970 : Hair
- 1973-1974 : Sandy - Grease
- 1974-1975 : Rita - Billy
- 1975-1976 : Maisie - The Boyfriend
- 1978-1980 : Eva Perón - Evita
- 1981-1982 : Grizabella - Cats
- 1983-1984 : Miss Williams/Carabosse - Abbacadabra
- 1986-1987 : Florence Vassey - Chess
- 1989-1990 : Reno Sweeney - Anything Goes
- 1993-1994 : Édith Piaf - Piaf
- 1994, 1995-1997 : Norma Desmond - Sunset Boulevard
- 1998 : Célimène - Le Misanthrope
- 2000-2001 : Anna Leonowens - The King and I
- 2003 : Angèle - Where There's a Will
- 2004 : Mrs Lovett - Sweeney Todd
- 2007 : The Drowsy Chaperone/Beatrice Stockwell - The Drowsy Chaperone